# Fan Zhongyan
Pour les articles homonymes, voir Fan.
Fan Zhongyan (989-1052 ; chinois : 范仲淹 ; pinyin : Fàn Zhòngyān) est un homme politique et un lettré chinois de la dynastie Song. Administrateur du Shaanxi (陕西), il est nommé chancelier par les Song de 1040 à 1045 pour contrer la puissance montante des Xia. Il parvient à conclure la paix en 1044 au prix d'un important tribut en soieries, argent et thé. Avec le lettré Ouyang Xiu (欧阳修), il met en place les réformes de l'ère Qingli à partir de 1043, qui réorganisent l'administration, notamment celles des impôts. Il réforme également le système des examens et ouvre une école d'État à Kaifeng (开封) pour l'enseignement des textes anciens. Il doit quitter le pouvoir en 1045 devant l'opposition des conservateurs à ses réformes.
Parmi ses textes célèbres, on compte une "Note sur la Tour de Yueyang" (岳阳楼记 yuèyánglóu jì). Une traduction de cette note se trouve sur le site Sinoiseries.